# Andreas Josephus Henricus Leheu
Andreas Josephus Henricus Leheu (Waspik, 7 april 1772 - Breda, 12 januari 1833) was een jurist en politicus.  
Leheu was een Bredase rechtbankpresident, zoon van een arts, die in de drie jaar dat hij lid was een opvallend onafhankelijke positie in de Tweede Kamer innam. Hij stemde als enige noorderling tegen de belastingstelselwet van minister Appelius.
- Biografisch Portaal: 96367611
- Parlement.com: vg09llravwyz